# Dikasterium pro evangelizaci
 Dikasterium pro evangelizaci  (lat. Dicasterium pro evangelizatione) je jedním z šestnácti dikasterií římské kurie. Podle konstituce Praedicate Evangelium "je ve službě díla evangelizace, aby byl poznán Kristus, světlo národů, aby se o něm svědčilo slovy i skutky a aby bylo budováno jeho mystické tělo, jímž je Církev" (Praedicate Evangelium, 53).

## Historie dikasteria
Dikasterium ustanovil papež František apoštolskou konstitucí Praedicate Evangelium k 5. červnu 2022 a sloučil v něm dvě předchozí instituce římské kurie:
- Kongregaci pro evangelizaci národů
- Papežskou radu pro novou evangelizaci

## Organizační struktura a funkce
V čele tohoto dikasteria stojí samotný papež, který je jeho prefektem, má dvě sekce vedené pro-prefektem:
- Sekce pro základní otázky evangelizace národů
- Sekce pro prvotní evangelizaci a nové partikulární církve